# Kecamatan Durensawit
Kecamatan Durensawit är ett distrikt i Indonesien.   Det ligger i provinsen Jakarta, i den västra delen av landet. Huvudstaden Jakarta ligger i Kecamatan Durensawit.